# James Hanson
James Hanson (Manchester, 6 novembre 1904 – ...) è stato un calciatore inglese, di ruolo attaccante.

## Carriera

### Club
Nato a Manchester, durante i primi anni di carriera ha giocato con la squadra dell'oratorio di Bradford, in un campionato amatoriale. Dopo aver giocato nello Stalybridge Celtic, nel maggio del 1924 si trasferisce al Manchester United. Esordisce il 15 novembre 1924, in seconda divisione, giocando un match contro l'Hull City e segnando all'esordio nel 2-0 finale. L'attaccante va a segno anche nelle due settimane seguenti contro Blackburn (1-1) e Derby County ma quest'ultimo match ne segna parzialmente la carriera: secondo la squadra, Hanson non è pronto per giocare il campionato di seconda serie inglese, la sua stagione finisce con 3 presenze e 3 gol in campionato. Lo United termina il campionato in seconda posizione e guadagna la promozione in First Division. Il 7 settembre 1925, Hanson torna in campo per giocare la sua prima partita nella massima serie inglese, contro l'Aston Villa: l'incontro termina 2-2 e Hanson va ancora in rete. Con questo gol, Hanson stabilisce un record ancora imbattuto, andando a segno nei suoi primi quattro incontri con la maglia dello United. Cinque giorni dopo, nel derby di Manchester, Hanson non va a segno nell'1-1 finale. Finisce la sua seconda stagione con 5 gol in 24 presenze. Segna 5 gol anche nella stagione 1926-1927.
Il 24 settembre 1927 realizza la sua prima doppietta con il Manchester United, contribuendo al successo ottenuto sul Tottenham per 3-0. Il 14 gennaio 1928, in un match di FA Cup contro il Brentford conclusosi sul 7-1, firma quattro reti. Termina questa stagione segnando 14 gol in 35 incontri tra campionato e coppa. Nella stagione 1928-1929, marca altre due doppiette nei successi contro Burnley (4-3) ed Everton (4-2): a fine anno conta 20 reti in 43 partite tra campionato e coppa. Segna altri 5 gol nell'annata successiva, la sua ultima con la maglia dello United: il 25 dicembre del 1929 si rompe la tibia in un match di campionato contro il Birmingham City (0-0), ed è portato in ospedale. Non si riprende più da questo infortunio e nel 1931 si ritira ufficialmente dal calcio giocato.

## Statistiche

### Presenze e reti nei club
| Stagione                 | Squadra                  | Campionato               | Campionato | Campionato | Coppe nazionali | Coppe nazionali | Coppe nazionali | Coppe continentali | Coppe continentali | Coppe continentali | Altre coppe | Altre coppe | Altre coppe | Totale | Totale |
| Stagione                 | Squadra                  | Comp                     | Pres       | Reti       | Comp            | Pres            | Reti            | Comp               | Pres               | Reti               | Comp        | Pres        | Reti        | Pres   | Reti   |
| ------------------------ | ------------------------ | ------------------------ | ---------- | ---------- | --------------- | --------------- | --------------- | ------------------ | ------------------ | ------------------ | ----------- | ----------- | ----------- | ------ | ------ |
| 1924-1925                | Manchester Utd           | SD                       | 3          | 3          | FACup           | 0               | 0               | -                  | -                  | -                  | -           | -           | -           | 3      | 3      |
| 1925-1926                | Manchester Utd           | FD                       | 24         | 5          | FACup           | 2               | 0               | -                  | -                  | -                  | -           | -           | -           | 26     | 5      |
| 1926-1927                | Manchester Utd           | FD                       | 21         | 5          | FACup           | 1               | 0               | -                  | -                  | -                  | -           | -           | -           | 22     | 5      |
| 1927-1928                | Manchester Utd           | FD                       | 30         | 10         | FACup           | 5               | 4               | -                  | -                  | -                  | -           | -           | -           | 35     | 14     |
| 1928-1929                | Manchester Utd           | FD                       | 42         | 19         | FACup           | 1               | 1               | -                  | -                  | -                  | -           | -           | -           | 43     | 20     |
| 1929-1930                | Manchester Utd           | FD                       | 18         | 5          | FACup           | 0               | 0               | -                  | -                  | -                  | -           | -           | -           | 18     | 5      |
| Totale Manchester United | Totale Manchester United | Totale Manchester United | 138        | 47         |                 | 9               | 5               |                    | -                  | -                  |             | -           | -           | 147    | 52     |
| Totale carriera          | Totale carriera          | Totale carriera          | 138+       | 47+        |                 | 9+              | 5+              |                    | -                  | -                  |             | -           | -           | 147+   | 52+    |